# Sivert Grubbe
Sivert Grubbe (1566 – 27. marts 1636), til Hofdal, Torup og Høgholt, 
var en dansk kancelliembedsmand, dagsbogsforfatter, lensherre og adelsmand. Han var en af Kristian 4.s mest betroede tjenere.

## Baggrund
Han var søn af Eiler Grubbe og Else Bjørnsdatter Laxmand og fødtes på fædrenegården Lystrup på Sjælland den 6. marts 1566. Efter at have fået privatundervisning i hjemmet kom han i huset hos daværende lektor (siden biskop) Mogens Madsen i Lund, hvor han undervistes af en særlig lærer og senere tillige hørte lektorens teologiske forelæsninger. Da han var kommen så vidt, afgik han til Københavns Universitet, hvor han nød privat vejledning af den teologiske professor Anders Lauridsen, i hvis hus han boede i 2 år. 14 år gammel sendtes han til Wittenberg, ledsaget af en lærer. Her fik han et levende indtryk af den strid, der førtes mellem kryptocalvinismens tilhængere og dens angribere, og han følte sig draget af de første. Denne stemning voksede hos ham, da han senere kom til Genf, hvor den berømte reformerede teolog Theodor Beza underviste og havde stor tilslutning. På dette tidspunkt og endnu længe efter betragtede Grubbe fortalerne for luthersk orthodoxi som fredsforstyrrere. I Genf begyndte han at interessere sig for retsvidenskaben, og dette fortsattes senere i Altorf og Basel. Da han beredte sig til et ophold i Frankrig, kom budskabet om hans faders død, hvorved han i 1586 kaldtes hjem. Efter et års forløb begav han sig dog atter på rejser. I egen vogn kørte han til Frankfurt. Og da han havde gennemrejst Tyskland og Italien, gjorde han et interessant besøg i Pressburg (Bratislava) ved grænsen af tyrkernes den gang så vidt udstrakte landområde i Ungarn.

## Karriere
I efteråret 1589 kom Grubbe endelig hjem som en vidt berejst og vel oplyst ung mand, der blandt andre kundskaber og færdigheder navnlig besad en evne til at forfatte gode latinske vers, som i alt fald blandt hans standsfæller ikke var almindelig. Kort efter hans hjemkomst gav formanden i regeringsrådet i Christian 4.s mindreårighed, kansler Niels Kaas, ham plads i kancelliet, hvor han nu arbejdede en række år. I begyndelsen af 1595 var han med Christian Friis på hans Stockholmsfærd i anledning af Gustav Adolfs dåb, og i juli samme år beskikkedes han til den vigtige og indflydelsesrige post som øverste sekretær i det danske kancelli. 1598 forlenedes han med dekanatet i Roskilde domkapitel og blev derved en af universitetets såkaldte konservatorer.

## Rejser med kongen
Som øverste sekretær var Grubbe blandt kongens nærmeste omgivelser, hvilket medførte hyppige rejser, da Christian 4. havde 
lyst til at kende sit rige i hele dets omfang således ledsagede han i april 1597 kongen på dennes første færd til Gulland (Gotland) og snart efter til Bohus og Akershus. Ingen af disse rejser er dog mærkeligere end den, som han i foråret og sommeren 1599 gjorde i kong Christians følge norden om Norge til Vardøhus og rigets yderste egne. Af denne rejse har han givet en livlig beskrivelse i sin dagbog, der i det hele er en righoldig kilde til kundskab om hans levned så vel som om mange andre personer og forhold.

## Lensherre og ægteskab
I foråret 1601 var han med kongen på Akershus; kort efter hjemkomsten forlenedes han med Jungshoved Len, uden dog derfor at opgive sin sekretærpost. I samme år gjorde han endnu flere rejser med kongen, bl.a. Til Mecklenburg, og i marts 1602 var han atter med sin herre på Akershus. Rimeligvis have de idelige rejser dog ikke været efter hans smag, thi vi se, at han betragtede det som en glædesdag, da kongen i maj 1602 bevilgede ham afsked fra «hoftjenesten» og gav ham lensbrev på Malmøhus, Lundegård, Dalby Kloster og Højby Len i Skåne og den påfølgende 25. juli gjorde hans bryllup på Københavns Slot med dronningens jomfru Hilleborg Grubbe (datter af ovennævnte Knud Grubbe til Alslev), som han i flere år havde været forlovet med, og som bragte ham herregården Torup slot i Skåne.
Grubbes følgende liv forløb forholdsvis rolig i hans anselige stilling som lensmand på Malmøhus og stiftslensmand i Skåne, yndet af kongen og æret af sine omgivelser. 1605 forøgedes hans forlening med Børringe Kloster, Froste Herred og Lindholms Birk. 
Året efter ombyttede han dekanatet i Roskilde med kantordømmet i Lund. Således havde han sine store forleninger samlede i den samme egn, hvor han havde sine ejendomme, herregårdene Hofdal og Torup (senere arvede han også Høgholt i Vendsyssel). 
Kalmarkrigen gjorde ham vel nogen, men dog ikke betydelig skade, da svenskernes angreb på hans befæstede gård Hofdal lykkelig blev afslået. Derimod havde han den sorg året efter at miste sin hustru, med hvem han synes at have levet et overordentlig kærligt samliv. Hun døde 18. januar 1613 efter at have født tvillinger, 2 småpiger, af hvilke den ene også døde kort efter.

## I kongens tjeneste
Ved siden af sine forretninger som lensmand blev Grubbe hyppig benyttet i kongelige kommissioner, ikke blot i Skåne, men rundt om i landet, hvor en eller anden sag skulde undersøges, eller mægling foretages i stridigheder mellem adelen. I januar 1616 måtte han rejse til Elfsborg for af Sverige at modtage den sidste rest af Kalmars og Elfsborgs løsning, 38 fjerdinger med sølvdalere, som han førte til Helsingborg. I efteråret 1618 var han den danske konges ektraordinær envoyé i Stockholm, hvor han blev modtaget med megen udmærkelse. I febr. 1619 deltog han i kongemødet i Halmstad og improviserede ved den lejlighed et latinsk epigram, ligesom han ved mange andre sørgelige og glædelige anledninger viste, at han ikke havde glemt sin gamle færdighed i at udtale sine følelser i velklingende vers. Der fortælles, at da Christian 4. der satte megen pris på Grubbe, en gang, ledsaget af fru Kirstine Munk, besøgte ham på Torup, lod kongen efter fru Kirstines begæring soldater komme fra Malmø og udgrave søen om slottet, til hvilken vandet kom fra kilder i skoven. 1624 var Grubbe med den udvalgte prins Christian i Bützow til hans farbrors, fyrstebiskop Ulriks, begravelse. Da kongen 1627 vilde optage ham i rigsrådet, bad han sig fritagen for denne værdighed på grund af sin fremrykkede alder. I november 1628 fratrådte han Malmø Slot og len, da prins Christian fremtidig skulde residere på slottet. 
I den følgende tid levede han som privatmand på sine gårde, men skulde endnu opleve den store sorg, at hans eneste barn, datteren Else Grubbe, der var gift med Jacob Beck (1566-1622)  til Gladsaxe, døde 1631, ligesom moderen i barselseng – selv døde Grubbe 27. marts 1636, 70 år gammel. Et smukt billede af ham findes på Rosenborg han er en af de danske adelsmænd fra Christian 4.s dage, som gør det mest tiltalende indtryk. Han har efterladt sig et minde ved et legat på 1000 rigsdaler, som han 1625 gav til skolen i Lund, og som endnu består efter at være overført til universitetet sammesteds.